# Veliš (district de Jičín)
Pour les articles homonymes, voir Veliš.
Veliš (en allemand : Welisch) est une commune du district de Jičín, dans la région de Hradec Králové, en République tchèque. Sa population s'élevait à 202 habitants en 2022.

## Géographie
Veliš se trouve à 5 km au sud-ouest du centre de Jičín, à 43 km au nord-ouest de Hradec Králové et à 73 km au nord-est de Prague.
La commune est limitée par Podhradí au nord, par Staré Místo à l'est, par Kostelec au sud, et par Chyjice et Bukvice à l'ouest.

## Histoire
La première mention écrite de la localité date de 1143.

## Galerie

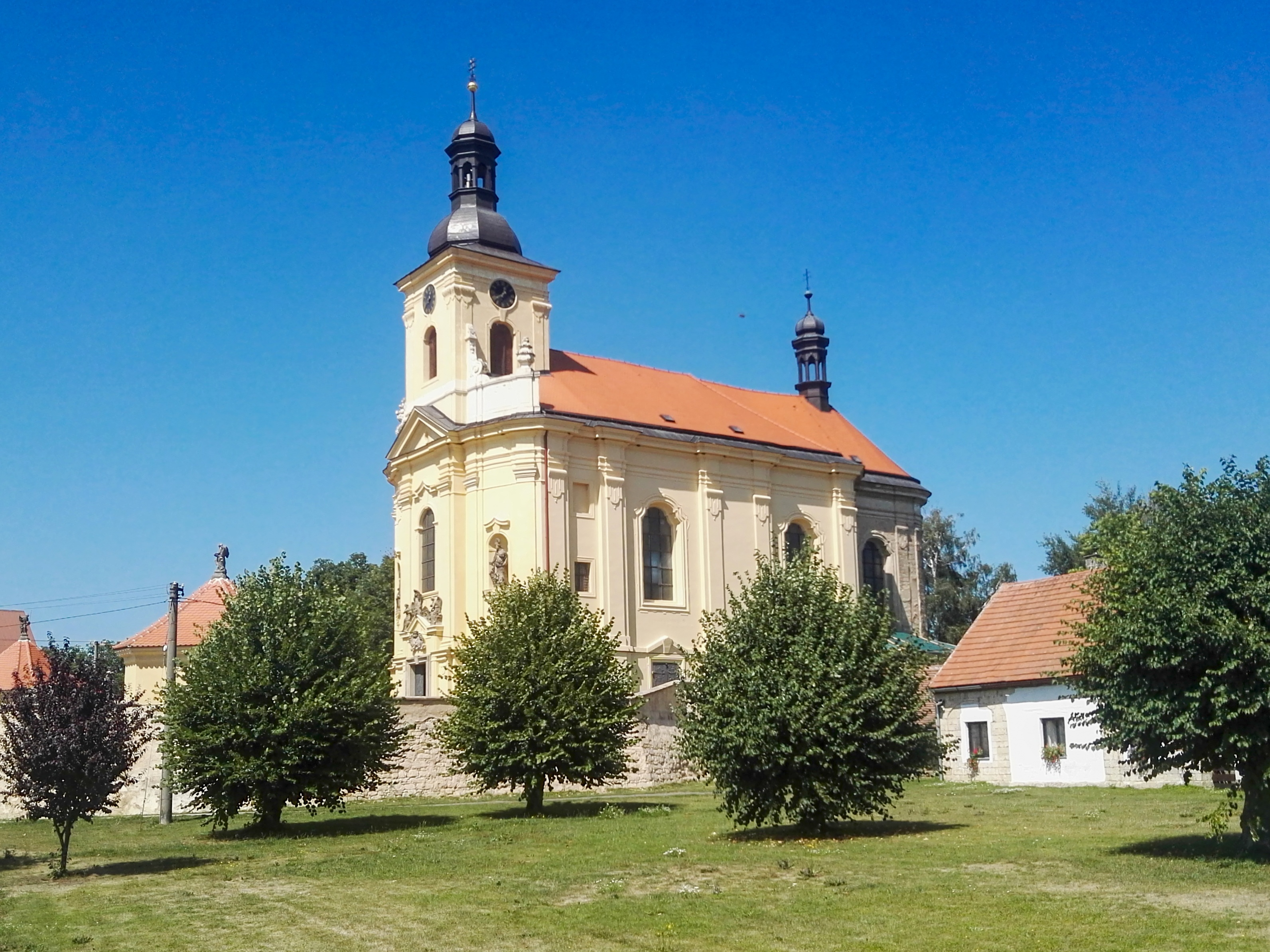
Église de Veliš.
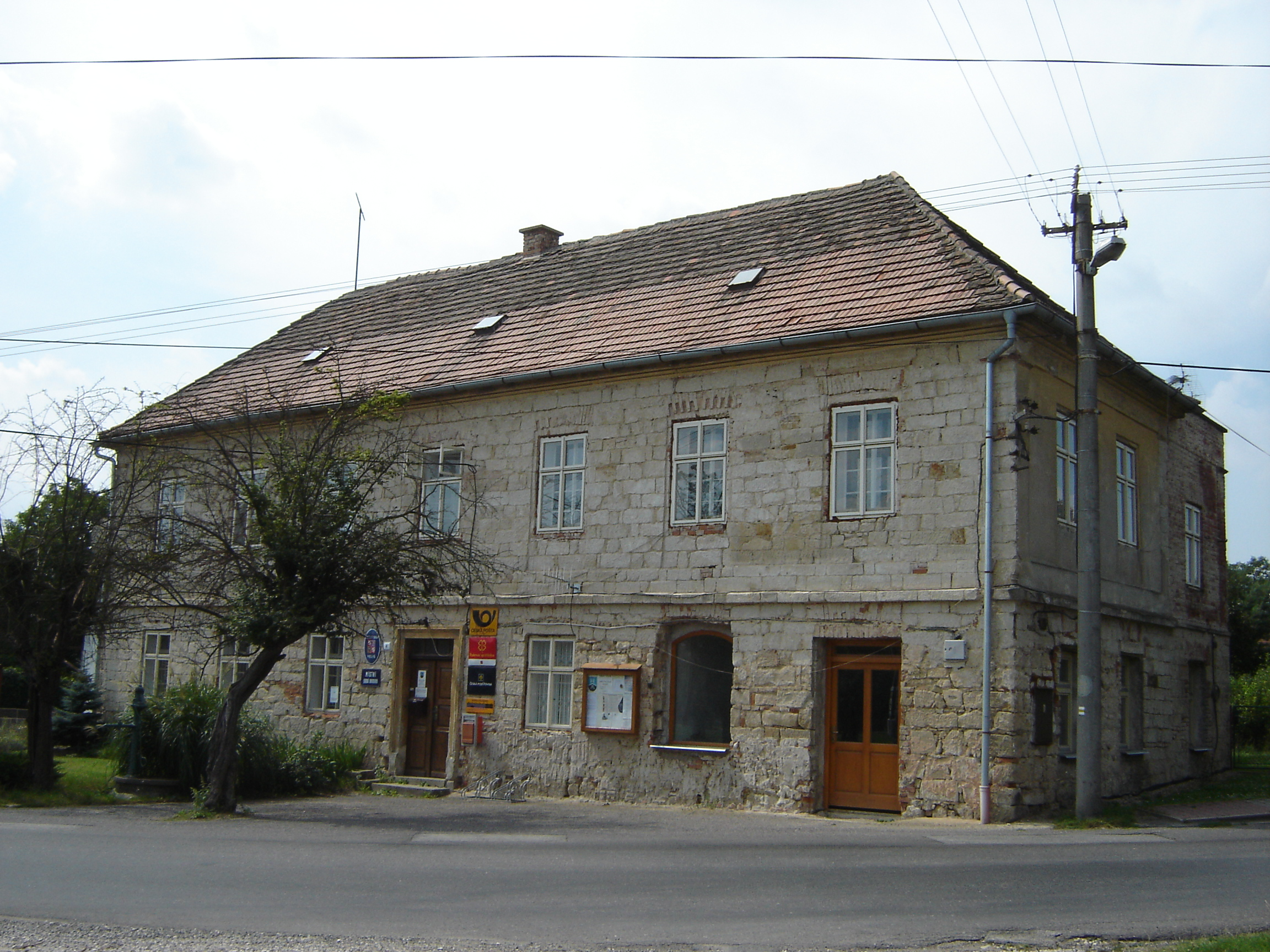
Veliš : mairie et bureau de poste.

## Transports
Par la route, Veliš se trouve à 7 km de Jičín, à 53 km de Hradec Králové et à 96 km de Prague. 